# Audan Jengbekschiqasaq
Der Audan Jengbekschiqasaq (kasachisch Еңбекшіқазақ ауданы Jengbekschiqasaq audany, russisch Енбекшиказахский район Jenbekschikasachski rajon) ist ein Bezirk im Gebiet Almaty in Kasachstan.

## Geschichte
Der Bezirk wurde am 17. Januar 1928 gegründet; er trug zuerst den Namen Sjugatinski rajon. Bereits im folgenden Jahr wurde er in Enbekschi-Kasakski rajon umbenannt. Der Sitz der Bezirksverwaltung war zuerst das Dorf Karakemer, 1932 wurde der Ort Issyk zum Verwaltungszentrum des Bezirks.
Nach der Unabhängigkeit Kasachstans von der Sowjetunion wurde am 4. Mai 1993 die Transkription des Namens vom Russischen Enbekschikasachski ins Kasachische Jengbekschiqasaq geändert. Im Zuge einer großen Gebietsreform wurde 1997 der Audan Schelek aufgelöst und sein Territorium vollständig dem Audan Jengbekschiqasaq angegliedert.

## Bevölkerung
Bei der Volkszählung 1999 hatte der Audan Jengbekschiqasaq 202.659 Einwohner. Die Volkszählung 2009 ergab für den Bezirk eine Einwohnerzahl von 257.506. Bei der letzten Volkszählung 2021 lebten 278.581 Menschen im Audan Jengbekschiqasaq. Die Fortschreibung der Bevölkerungszahl ergab zum 1. Januar 2025 eine Einwohnerzahl von 284.858.
| Einwohnerentwicklung               | Einwohnerentwicklung | Einwohnerentwicklung | Einwohnerentwicklung | Einwohnerentwicklung | Einwohnerentwicklung | Einwohnerentwicklung | Einwohnerentwicklung |
| 1939                               | 1959                 | 1970                 | 1979                 | 1989                 | 1999                 | 2009                 | 2021                 |
| ---------------------------------- | -------------------- | -------------------- | -------------------- | -------------------- | -------------------- | -------------------- | -------------------- |
| 34.471                             | 55.656               | 91.063               | 104.351              | 113.935              | 202.659              | 257.506              | 278.581              |
| Anmerkung: Volkszählungsergebnisse |                      |                      |                      |                      |                      |                      |                      |

## Verwaltungsgliederung
Der Audan Jengbekschiqasaq ist in 26 ländliche Bezirke (kasachisch Ауылдық округ Auyldyq okrug; russisch Сельский округ Selski okrug) gegliedert (Stand: 2021).
| Ländlicher Kreis | Einwohner | Einwohner | Orte                                                                                        |
| Ländlicher Kreis | 2009      | 2021      | Orte                                                                                        |
| ---------------- | --------- | --------- | ------------------------------------------------------------------------------------------- |
| Aqschi           | 6.421     | 5.426     | Aqschi, Qairat, Qasatkom, Sasy                                                              |
| Assy             | 9.047     | 9.320     | Assy-Sagha, Diqan, Qairat, Qysylscharyq, Ortatau, Sarytau, Schangascharua, Taussügir        |
| Awat             | 5.670     | 4.314     | Awat                                                                                        |
| Bäidibek bi      | 9.802     | 10.444    | Bäidibek bi                                                                                 |
| Bäiterek         | 13.541    | 13.894    | Algha, Bäiterek, Qoischybek                                                                 |
| Baltabai         | 8.510     | 9.784     | Aqbastau, Aqtoghai, Baltabai, Birlik, Jengbek, Küsch, Örnek                                 |
| Bartoghai        | 7.720     | 6.906     | Baissejit, Chussajyn Bischanow                                                              |
| Bölek            | 7.861     | 7.533     | Aimen, Bölek, Qarassai                                                                      |
| Jessik           | 34.355    | 41.018    | Jessik                                                                                      |
| Köktöbe          | 12.137    | 14.396    | Almaly, Köktöbe, Qysylschar, Töle Bi                                                        |
| Malybai          | 5.198     | 4.411     | Malybai                                                                                     |
| Massaq           | 5.309     | 4.270     | Nurly, Qastai Ultaraqow, Qosschar, Qysylbas, Schadai                                        |
| Qarakemer        | 6.513     | 8.620     | Qarakemer, Satai, Taldybulaq                                                                |
| Qaraschota       | 6.692     | 4.602     | Aqtoghan, Aqtuma, Babatogan, Besbas, Bölimsche, Diirmenbas, Qaraschota, Kiikbai, Sarybulaq  |
| Qaraturyq        | 12.693    | 12.788    | Arna, Aschtschyssai, Burandassu, Bughyty, Dostyq, Lawar, Qaraturyq, Sarybulaq, Tauqaraturyq |
| Qasaqstan        | 8.150     | 9.116     | Aschtschybulaq, Burghansu, Jeschetaibas, Qasaqstan, Scholdybai Qajypow, Tasbastau           |
| Qoram            | 5.979     | 6.479     | Qoram                                                                                       |
| Qyrbaltabai      | 4.998     | 3.242     | Aqschal, Jekpindi, Qainar, Qyrbaltabai, Schalqar                                            |
| Rachat           | 19.032    | 28.022    | Asat, Örikti, Qainasar, Rachat                                                              |
| Saimassai        | 6.303     | 6.916     | Amangeldi, Saimassai                                                                        |
| Schangaschar     | 6.673     | 8.394     | Basarkeldi, Kosmos, Schangaschar                                                            |
| Schelek          | 27.760    | 30.141    | Maiskoje, Schelek, Torghaibasa                                                              |
| Sögeti           | 4.176     | 2.891     | Nura, Kökpek                                                                                |
| Taschkensas      | 3.794     | 4.607     | Bajandai, Qulscha, Taschkensas                                                              |
| Teskensu         | 6.391     | 6.601     | Golownoi, Köldi, Scholqurylyssy, Teskensu, Tolqyn, Ulychimikattar qoimassy                  |
| Türgen           | 12.781    | 14.446    | Forel Scharuaschylyghy, Tautürgen, Turgen, Ulttyq Park                                      |